# ルスラン・アウシェフ
ルスラン・スルタノヴィチ・アウシェフ（イングーシ語:Овшанаькъан Султана Руслан、ロシア語: Руслан Султанович Аушев、ラテン文字転写の例：Ruslan Sultanovich Aushev、1954年10月29日-）は、イングーシ人の政治家。旧カザフ・ソビエト社会主義共和国北カザフスタン州ヴォロダルスコエ村出身。1993年から2002年までイングーシ共和国の大統領を務めた。ソ連邦英雄称号を所持している。

## 経歴

### ソ連時代
- 1975年 - エレメンコソ連邦元帥名称オルジョニキゼ諸兵科共通学校卒業
- 1975年 - 自動車化狙撃小隊長
- 1976年 - 自動車化狙撃中隊長
- 1979年 - 自動車化狙撃大隊参謀長
- 1981年 - アフガニスタン派遣軍の自動車化狙撃大隊長
- 1982年 - フルンゼ名称軍事アカデミー（ロシア語版、英語版）の聴講生
- 1985年 - アフガニスタン派遣軍の自動車化狙撃連隊参謀長
- 1987年～ - 極東軍管区の自動車化狙撃連隊長、副師団長、軍戦闘訓練局副局長を歴任。

1989年～1991年、ソ連人民代議員。1991年8月、ソ連内閣附属インターナショナリスト戦士問題委員会議長に任命。1991年8月～12月、ソ連大統領附属インターナショナリスト戦士問題委員会議長。